# I Have a Special Plan for This World
I Have a Special Plan for This World è un singolo dalla band britannica Current 93. I testi sono tratti dalla poesia omonima di Thomas Ligotti recitata da David Tibet. 
Il singolo è stato pubblicato su vinile e CD in edizione limitata nel 2000 dall'etichetta Durtro di David Tibet.
Musicalmente, I Have a Special Plan for This World rappresentò un temporaneo ritorno dei Current 93 alle loro radici sperimentali  post-industrial, utilizzando vari strumenti e tecniche non convenzionali (sintetizzatori, musica concreta, circuit bending, speak & spell) con l'aggiunta di melodie di chitarra acustica e pianoforte, che caratterizzavano il suono del gruppo all'epoca. Ci fu comunque una certa continuità musicale dal momento che il singolo ampliò sia i temi nichilistici che i motivi sonico-sperimentali comparsi nella trilogia Inmost Light di cinque anni prima, composta da Where the Long Shadows Fall (Beforetheinmostlight) (1995), All the Pretty Little Horses (1996) e The Starres Are Marching Sadly Home (Theinmostlightthirdandfinal) (1996).

## Tracce
Lato A
1. I Have a Special Plan for This World - 22:00

Lato B
1. Excerpts from Bungalow Tapes - 18:40